# Meiser Holding
Die Meiser Holding GmbH ist eine Unternehmensgruppe mit Sitz in Schmelz im Saarland, die auf eine 1956 gegründete Stahl- und Eisenhandelsgesellschaft zurückgeht. Die seit ihrer Gründung im Besitz der Familie Meiser befindliche Gruppe hat einen Schwerpunkt bei der Produktion von Gitterrosten, stellt aber auch Produkte für andere Bereiche wie Straßensicherung, Solar, Metallindustrie und Weinbau her. Das operativ bedeutendste Unternehmen der Meiser Holding ist die Gebrüder Meiser GmbH (ebenfalls mit Sitz in Schmelz). Die seit 1992 auch international ausgerichtete Gruppe ist der größte Gitterrosthersteller der Welt.

## Geschichte

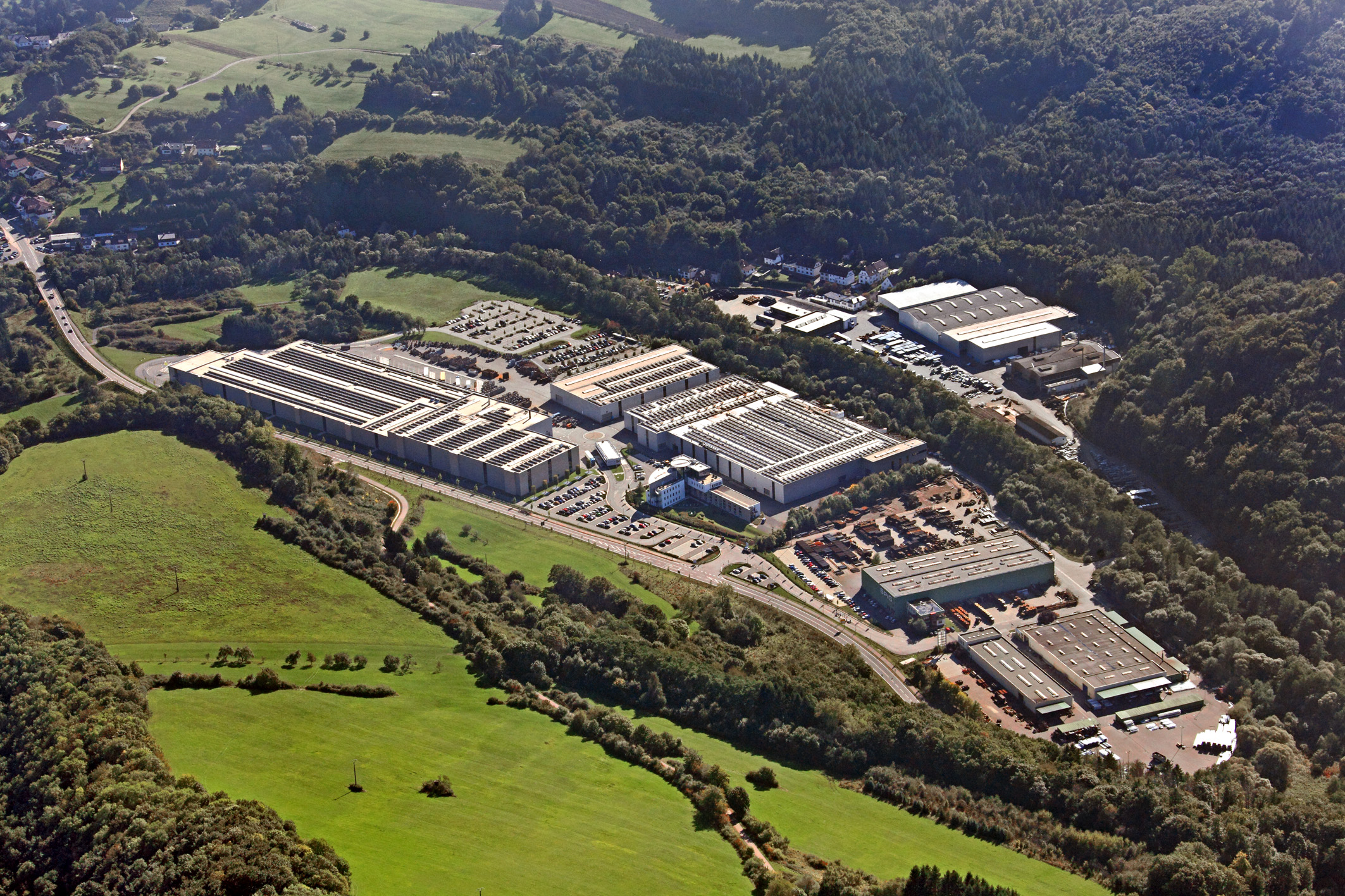
Hauptstandort in Schmelz-Limbach, Saarland

### Anfänge und Aufbau des Unternehmens
Edmund Meiser (* 1931) gründete im Jahr 1956 die Firma als Stahl- und Eisenhandelsgesellschaft Meiser und begann mit einem Mitarbeiter die Herstellung von Betonstahl. Der Standort in Limbach, einem Ort der Gemeinde Schmelz, ist bis in die Gegenwart Firmensitz geblieben.
Im Jahr 1960 beschäftigte das Unternehmen 10 Mitarbeiter und nahm die Gitterrostproduktion auf. Die Inbetriebnahme der ersten Feuerverzinkerei erfolgte 1969 und in den Jahren 1982/1983 begann der Spaltbetrieb und das Kaltwalzwerk wurde in Betrieb genommen. Im Jahr 1990 begann das Unternehmen mit der Treppenproduktion und ein Jahr später fand die Eröffnung des Meiser-Standortes in Oelsnitz bei Plauen im Vogtland statt. Hierfür wurde die Meiser Vogtland OHG als selbstständiges Tochterunternehmen gegründet.

### Internationalisierung
Mit der Übernahme der Firma Fameco in Belgien (Meiser Fameco) im Jahr 1991 und der Gründung einer Gitterrostfabrik in Ungarn (Meiser Ferroste) im Jahr 1992 erfolgte die Internationalisierung des Unternehmens. In den Folgejahren wurden weltweit weitere Standorte gegründet.
2000 begann das Unternehmen mit der Gitterrostproduktion in Ägypten. Ein Jahr später gründete Meiser Ferroste Kft. die Vertriebsniederlassung Meiser România im rumänischen Oradea.
Meiser gründete 2009 zusammen mit dem marokkanischen Handelsunternehmen EGL in Casablanca ein Joint Venture zum Zuschneiden von Gitterrosten. 2011 wurde in Schmelz-Limbach als letzter Schritt für der Herstellung der Gitterroste eine neue Feuerverzinkungsanlage gebaut. 2012 startete Meiser in Schmelz-Limbach mit einem eigenen Fuhrpark. Meiser Norway AB wurde 2015 eine hundertprozentige Tochtergesellschaft von Meiser.
Auch die beiden deutschen Standorte wurden seit der Jahrtausendwende teilweise erheblich ausgebaut. Im Jahr 2003 erweiterte Meiser die Produktpalette mit Aufnahme der Produktion für Blechprofile am Standort Oelsnitz. 2011 erfolgte die Eröffnung einer zweiten Verzinkerei mit neuer Feuerverzinkungsanlage in Schmelz-Limbach, ebenfalls wurde dabei ein integriertes Logistikzentrum eröffnet.

### Jüngere Entwicklungen
Im Jahr 2019 erweiterte Meiser seine Geschäftsfelder um den Bereich der Straßenausstattung. Die Meiser Straßenausstattung GmbH vertreibt und produziert hierbei Fahrzeug-Rückhaltesysteme und Montagesysteme für Photovoltaik-Anlagen. 2019 wurde der Gerüsthersteller Alfix (Eigenschreibweise ALFIX) zur hundertprozentigen Tochtergesellschaft von Meiser, nachdem Meiser zuvor seit 2012 50 % der Unternehmensanteile gehalten hatte.
2022 erfolgte die Übernahme des Metallherstellers Sorst Streckmetall GmbH aus Hannover. Seit 2023 baut Meiser an einem neuen Produktionsstandort in Niederlosheim, durch den vor allem die Produktionskapazitäten für eine Erweiterung der Solarsparte des Unternehmens vergrößert werden sollen. Ebenfalls 2023 wurde die Meiser Solar GmbH gegründet, welche die Herstellung und den Vertrieb von Solarprodukten innerhalb der Unternehmensgruppe übernahm.
Zum 1. Januar 2024 übernahm Meiser die Firma Mea Metal Applications mit Sitz in Bayern. An Produktionswerken in Deutschland, Tschechien und Rumänien beschäftigte sie etwa 500 Mitarbeiter. Ziel der Übernahme war laut Meiser der Ausbau der Stellung als europäischer Marktführer von Gitterrosten. Im April 2024 wurde die Finalisierung der Übernahme des Konzerns IKG aus dem texanischen Houston mit rund 350 Mitarbeitern bekannt gegeben. Partner von Meiser bei der Übernahme war die Firma Dutco aus Dubai. Durch die Übernahme von IKG soll Meiser verstärkt auf dem amerikanischen Markt tätig sein.

## Unternehmensstruktur
Meiser wird als Familienunternehmen von den Inhabern, der Familie Meiser, geführt. Geschäftsführer sind neben dem Gründer Edmund Meiser dessen Söhne Wolfgang und Ulrich Meiser.
Die Meiser Holding GmbH ist die Muttergesellschaft, zu der Tochterunternehmen für unterschiedliche Geschäftsbereiche oder Vertretungen in anderen Ländern gehören. Meiser unterhält Produktionsstandorte in Deutschland, Ägypten, Brasilien, Belgien, Frankreich, Marokko, Mexiko, Rumänien, Tschechien, Türkei, Ungarn, den Vereinigten Arabischen Emiraten und den Vereinigten Staaten. Insgesamt hatte das Unternehmen im Jahr 2023 13 Fertigungsstätten und über 20 Niederlassungen.

### Über den Unternehmensgründer Edmund Meiser
Edmund Meiser wurde für sein Wirken unter anderem mit dem Bundesverdienstkreuz am Bande, der Ehrenbürgerschaft der Stadt Oelsnitz und dem Vogtländischen Ehrenpreis ausgezeichnet.

## Produkte
Das Kerngeschäft von Meiser ist die Entwicklung, Produktion und der Vertrieb von Gitterrosten. Daneben werden auch Blechprofilroste, Treppen, GFK-Roste, Tragprofile und Drahtgitter hergestellt.
Meiser stellt auch Produkte für den Weinbaubedarf her, darunter Weinbergpfähle oder Fassringe, sowie verschiedene Rückhaltesysteme für den Straßenverkehr und Straßensicherheit. In den frühen 2020er-Jahren stieg Meiser in ein neues Geschäftsfeld, die Herstellung von Unterkonstruktionen für Freiland- sowie Aufdach-Solaranlagen, ein.
Zudem bietet Meiser Dienstleistungen an, zu denen das Verzinken sowie die Bearbeitung von Stahl (Spaltband, Kaltband, Rispenband und Erdungsband) gehören.
Ausgewählte Beispiele für die Verwendung von Meiser-Gitterrosten:
- Bundestag, Berlin[29]
- Eiffelturm, Paris[29]
- Commerzbank, Frankfurt am Main[29]
- Parkhaus Messe, Zürich[29]
- Europäischer Gerichtshof, Luxemburg[30]
- Elbphilharmonie, Hamburg[30]
- Exzenterhaus, Bochum[31]
- Opernhaus, Vichy[32]
- Staatliches Museum Ägyptischer Kunst, München[32]
- Tissot Arena, Biel[33]
- Richard-Wagner-Museum, Bayreuth[34]
- Baumwipfelpfad Steigerwald, Ebrach[35]

## Kritik
Für den Ausbau des Stammwerkes in Schmelz-Limbach hat das Saarland in den Jahren 2010 und 2011, unter anderem für die Umlegung einer Landstraße, insgesamt rund zehn Millionen Euro indirekter Fördermittel gezahlt, was vom Rechnungshof des Saarlandes heftig kritisiert worden war. Die Firma Meiser investierte ihrerseits rund 40 Millionen Euro und hat durch den Ausbau neue Arbeitsplätze geschaffen, wobei allerdings zu einem Großteil nicht Arbeitnehmer aus der Region, sondern ungelernte Arbeitskräfte aus Osteuropa eingestellt wurden, die einen geringeren Lohn erhalten, als es der Metalltarifvertrag vorsieht.
Die Geschäftsführung wies in einer Stellungnahme die Kritik zurück und erläuterte, die polnischen Arbeitnehmer „seien eingestellt worden, weil man nicht genügend Mitarbeiter aus der Region habe finden können.“ Im Rahmen der EU-Freizügigkeit sei die Beschäftigung von EU-Europäern „ein normaler Vorgang“. Auch Landtagsabgeordnete der CDU verteidigten das Unternehmen.

## Engagement
Meiser unterstützt verschiedene Projekte und Organisationen im Sport- und Kulturbereich, darunter die Sportstiftung Saar oder die Musikfestspiele Saar.